# Puertoricospett
Puertoricospett (Melanerpes portoricensis) är en fågel i familjen hackspettar inom ordningen hackspettartade fåglar.

## Utbredning och systematik
Fågeln förekommer på öarna Puerto Rico och Vieques. Den behandlas som monotypisk, det vill säga att den inte delas in i några underarter.

## Status
Arten har ett begränsat utbredningsområde, men beståndet anses vara stabilt. IUCN kategoriserar arten som livskraftig.